# Cerbona
Cerbona är ett ungerskt företag som förädlar livsmedel. Företaget grundades år 1962 och framställde till en början djurfoder. Sedan dess har produktsortimentet förändrats, idag framställer företaget främst livsmedel i form av pasta, flingor, müsli och godis.